# Edifici d'habitatges al carrer Bisbe Caçador, 2 (Vic)
L'Edifici d'habitatges al carrer Bisbe Caçador, 2 és una obra eclèctica de Vic (Osona) protegida com a Bé Cultural d'Interès Local.

## Descripció
Edifici de planta baixa, dos pisos superiors i golfes. Les obertures es distribueixen simètricament en diferents eixos verticals. Aquestes són de llinda plana amb carreus de pedra en els brancals. Algunes d'elles són balcons volats amb baranes de ferro forjat. L'aspecte actual és fruit de diverses intervencions al llarg del segles.